# Stadsdeel
Lo stadsdeel /'stɑtsˌdeˑɪ̯l/ (letteralmente parte di città; plurale stadsdelen /'stɑtsˌdeˑɪ̯lə/), è il più basso livello amministrativo dei Paesi Bassi.
Solo i comuni più estesi suddividono il proprio territorio in stadsdelen: i comuni che applicano tale suddivisione sono Amsterdam, L'Aia, Rotterdam, Almere, Breda, Eindhoven, Enschede, Groninga, Nimega e Utrecht.
Gli stadsdelen sono guidati da un consiglio di sezione, simile al consiglio comunale, e da un comitato esecutivo, simile alla giunta comunale con sindaco e assessori.

## Amsterdam
Amsterdam ha sette stadsdelen:
- Amsterdam-Centrum (centro)
- Amsterdam-Noord (nord)
- Amsterdam-West (ovest)

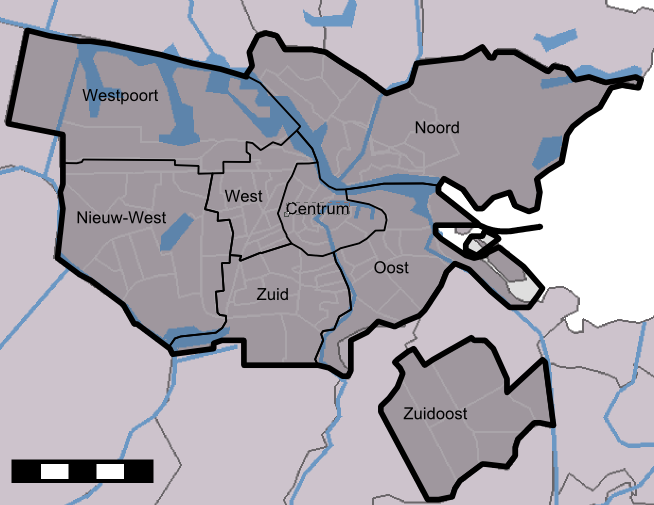
Gli otto stadsdelen di Amsterdam.

- Amsterdam Nieuw-West (nuovo ovest)
- Amsterdam-Zuid (sud)
- Amsterdam-Oost (est)
- Amsterdam-Zuidoost (sud-est)

Esiste anche un altro stadsdeel, che copre la zona del porto industriale della città, ed è sprovvisto di gestione autonoma a causa del ridotto numero di residenti:
- Amsterdam-Westpoort

## Rotterdam
Rotterdam ha quattordici stadsdelen:
- Charlois
- Delfshaven
- Feijenoord
- Hillegersberg-Schiebroek
- Hoek van Holland
- Hoogvliet
- IJsselmonde
- Kralingen-Crooswijk
- Overschie
- Pernis
- Prins Alexander
- Rotterdam-Centrum
- Rotterdam-Noord
- Rozenburg

## L'Aia
L'Aia ha otto stadsdelen:
- Escamp
- Haagse Hout
- Laak
- Leidschenveen-Ypenburg
- Loosduinen
- Den Haag Centrum
- Scheveningen
- Segbroek